# Kurragömmagräs
Kurragömmagräs (Crypsis aculeata) är en gräsart som först beskrevs av Carl von Linné, och fick sitt nu gällande namn av William Aiton. Enligt Catalogue of Life ingår Kurragömmagräs i släktet kurragömmagrässläktet och familjen gräs, men enligt Dyntaxa är tillhörigheten istället släktet kurragömmagrässläktet och familjen gräs. Arten förekommer tillfälligt i Sverige, men reproducerar sig inte. Inga underarter finns listade i Catalogue of Life.

## Bildgalleri

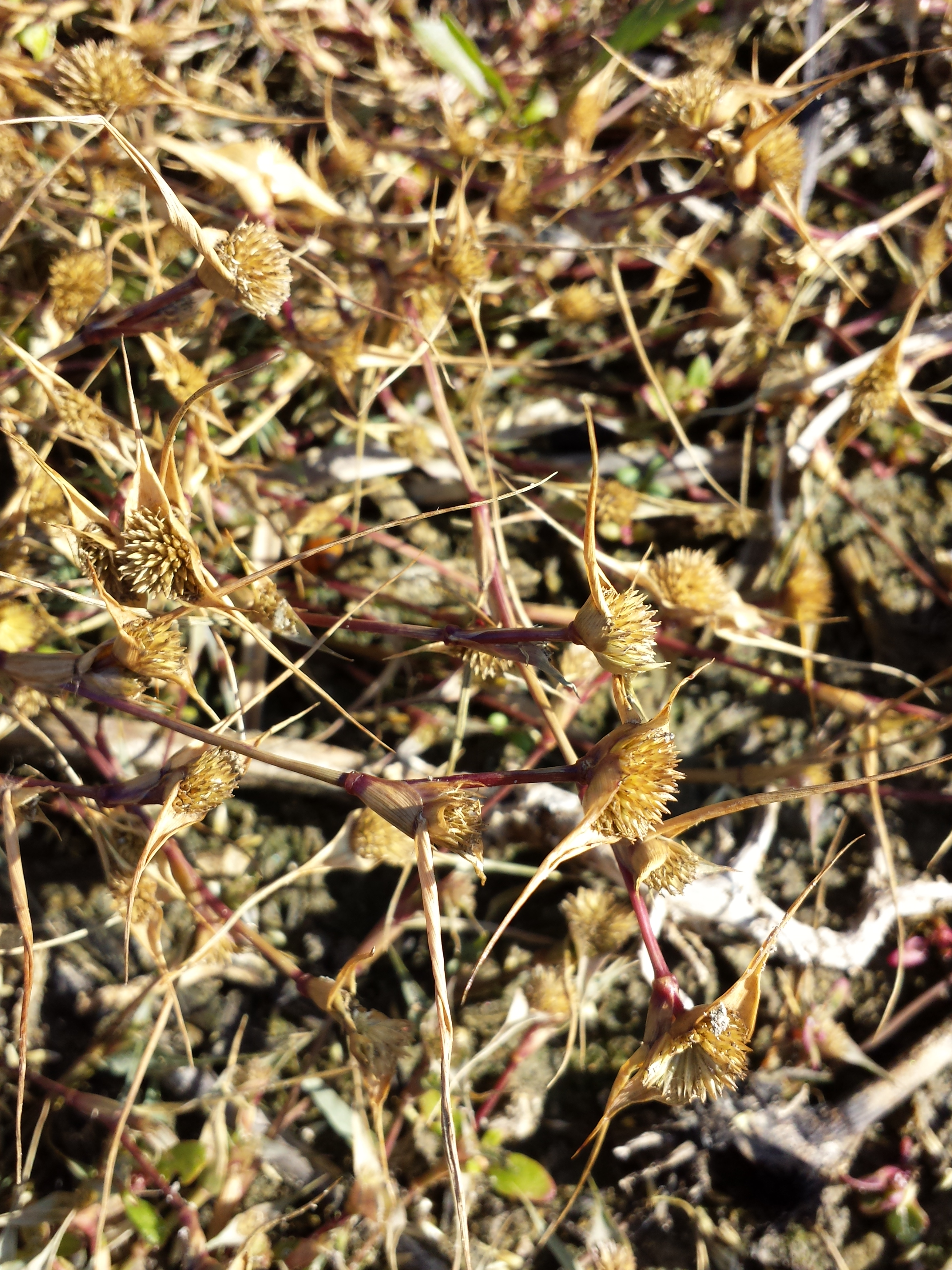
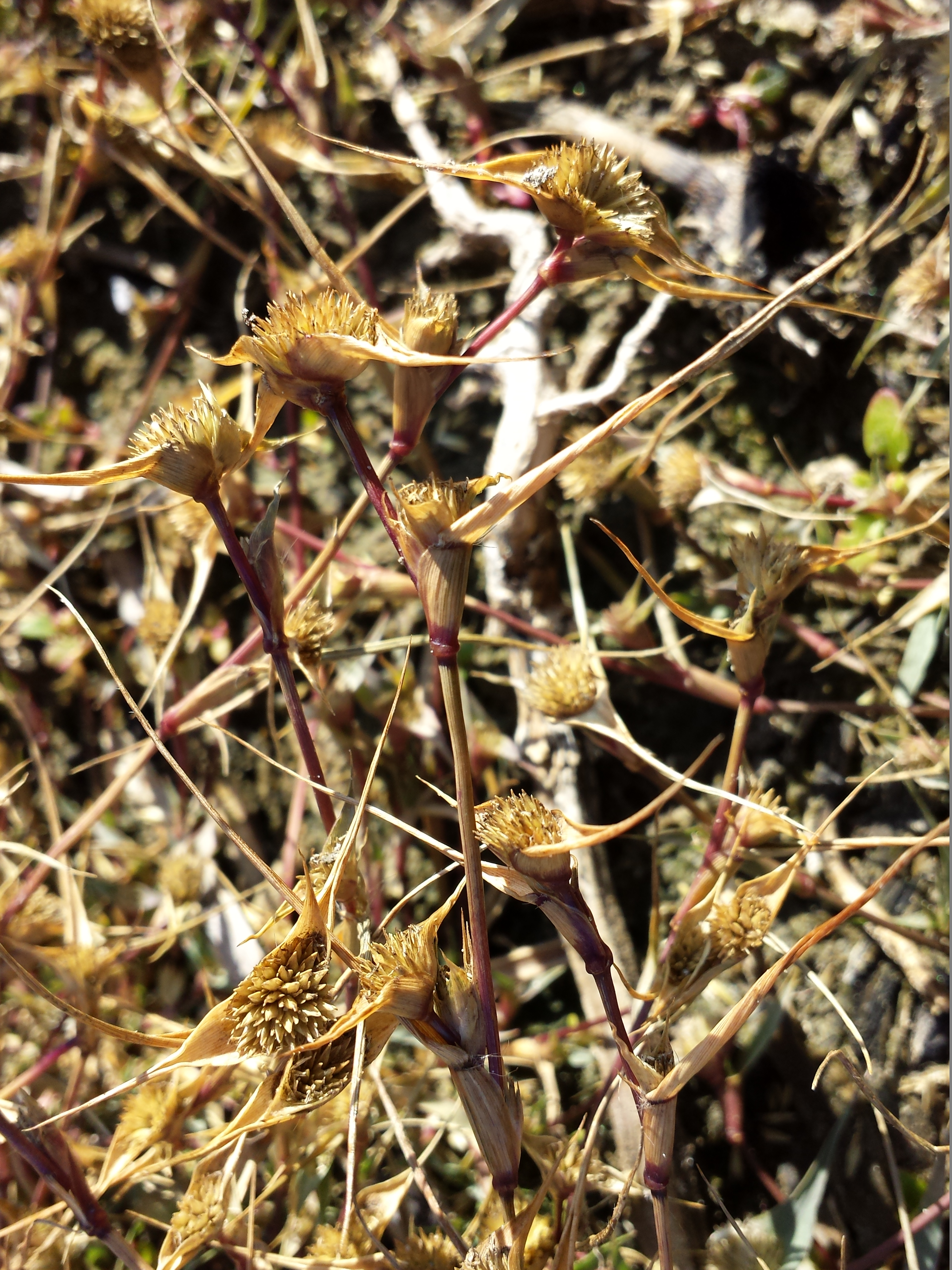
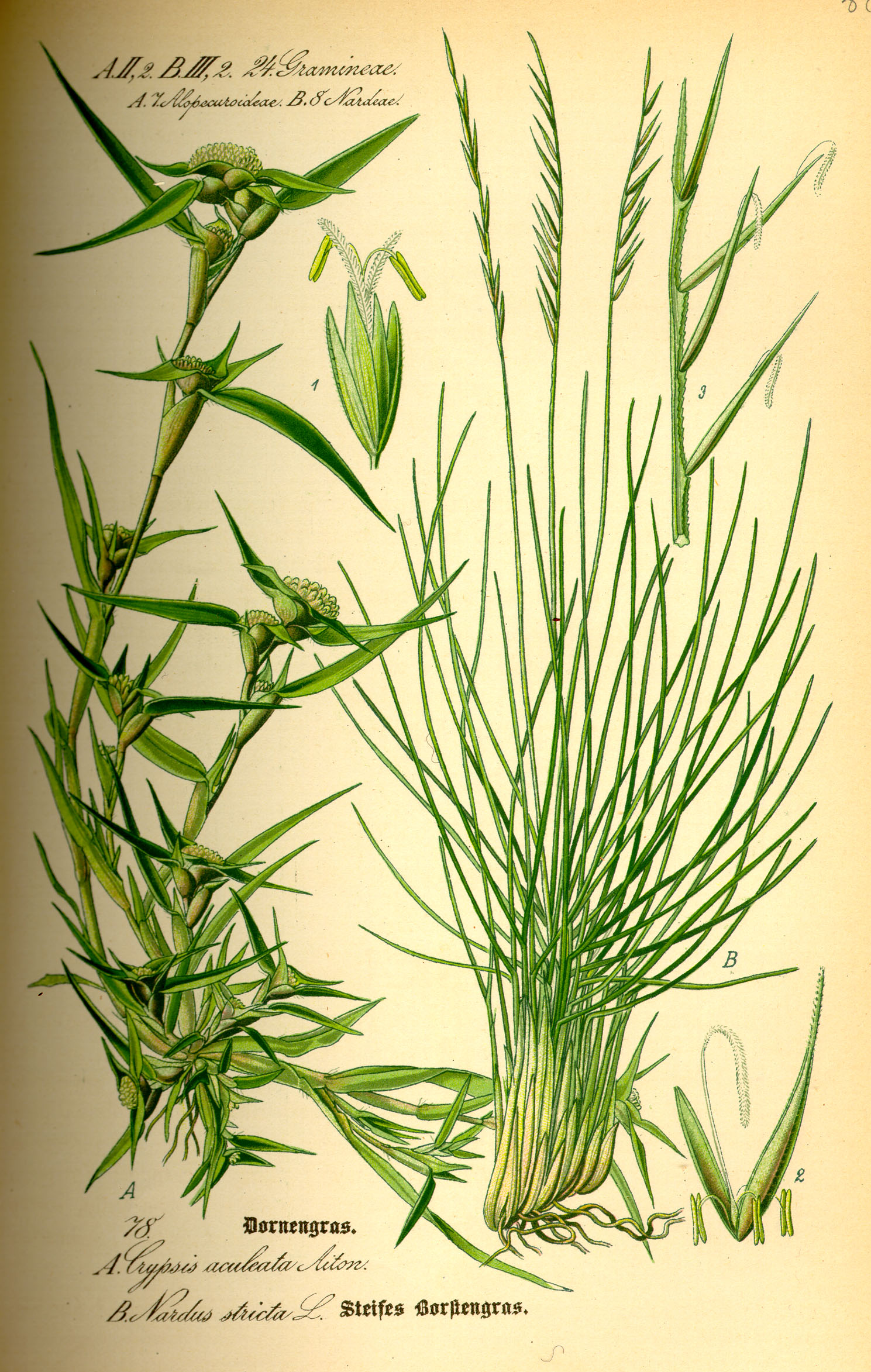